# Bătălia de la Ongal
Bătălia de la Ongal a avut în anul 680 în regiunea Ongal, în sud-vestul Ucrainei de astăzi, la nord de gurile Dunării. Lupta dintre protobulgari și bizantini deschide protobulgarilor drumul spre cucerirea Balcanilor și controlul triburilor slave care deja se instalaseră în această regiune, ceea ce va duce la apariția Primului Imperiu (Țarat) Bulgar.

## Preludiul
În 632, hanul Kubrat unifică protobulgarii în cadrul Bulgariei Mari, între Marea Neagră și Marea Caspică. După moartea sa, în anii 660, statul condus de fiii săi, dezbinați, este în mod constant amenințat de atacurile khazarilor venind dinspre est. Fiul cel mare al lui Kubrat moștenește tronul înainte de a fi învins de către khazari și supus dominației lor. Al doilea fiu, Kotrag, o ia spre nord și fondează puternica Bulgarie de pe Volga. Cel de-al treilea fiu, Asparuh, merge spre vest și se stabilește cu poporul său în regiunea Ongal, la nord de Dunăre. De acolo, el lansează atacuri împotriva fortărețelor bizantine din Paristria. În acel moment, Imperiul Bizantin este, concomitent, în război împotriva arabilor care asediază Constantinopolul. Cu toate acestea, în 680, bizantinii îi înfrâng pe arabi cu care semnează un tratat de pace. După acest succes, împăratul Constantin al IV-lea decide să se întoarcă împotriva protobulgarilor pentru a le opri atacurile și conduce o armată de 50 000 de oameni și o flotă puternică de dromoane și mahone împotriva lui Asparuh. În același timp, șeful protobulgar formează o alianță cu confederația celor Șapte Triburi slave, formând o confederație împotriva ofensivei bizantine.

## Bătălia

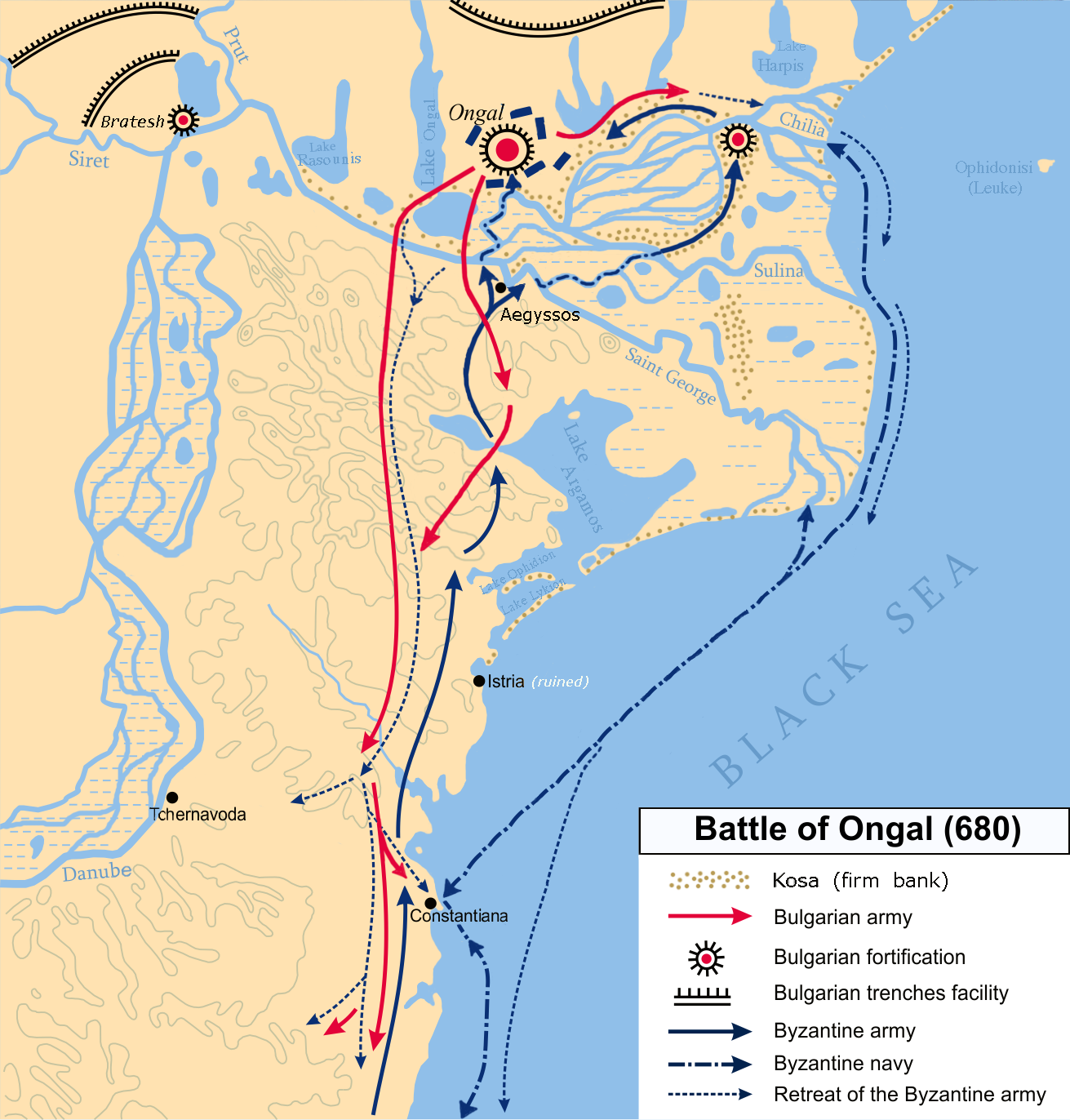
Planul de luptă.

Protobulgarii au construit ziduri de lemn în zona numită Ongal, zonă mlăștinoasă din nordul gurilor Dunării. Mlaștinile forțează bizantinii să-și împartă forțele, pentru a se îmbarca pe mahone, ceea ce reduce puterea atacurilor lor. În față, apărarea bine organizată a protobulgarilor îi forțează pe bizantini să se retragă, retragere care se transformă în derută. Cavaleria protobulgară intervine și atacă inamicul aflat în retragere haotică. Pier mulți legionari bizantini. Potrivit folclorului, împăratul, rănit la picior, a mers la Mesembria pentru vindecare. Soldații, crezându-se părăsiți, abandonează câmpul de luptă și se retrag în  sud. Când protobulgarii înțeleg ce se întâmplă, îi atacă și îi înving fără dificultate.

## Consecințele
După victorie, protobulgarii avansează la sud de Dunăre și iau în stăpânire Moesia, în nordul Balcanilor. În 681 invadează Tracia și îi înving pe bizantini din nou. Împăratul Constantin al IV-lea se află el însuși într-o poziție proastă și trebuie să ceară pace. În Tratatul din 681, bizantinii recunosc crearea unui nou Stat Bulgar și se angajează să-i plătească un tribut anual. Aceasta este o mare umilință pentru un imperiu care a învins pe perși și, mai recent, pe arabi.
În urma acestei bătălii de importanță europeană, Primul Imperiu (Țarat) Bulgar devine centrul cultural și spiritual al Europei slave pe aproape toată perioada Evului Mediu.
Pentru Imperiul Bizantin, această înfrângere este parte din procesul deja început de pierdere a controlului asupra teritoriilor din Balcani, început cu mai bine de o sută de ani în urmă, odată cu invaziile slavilor și avarilor. Faptul că Imperiul bizantin a fost obligat să plătească un tribut acestui stat, în timp ce triburile slave recunoșteau suveranitatea formală a Imperiului Bizantin în Balcani, va accelera procesul de trecere a populațiilor slave una după alta sub suveranitatea bulgară.